# Fraisses
Fraisses é uma comuna francesa na região administrativa de Auvérnia-Ródano-Alpes, no departamento de Loire. Estende-se por uma área de 4,63 km². Em 2010 a comuna tinha 3 773 habitantes (densidade: 814,9 hab./km²).9 hab/km².